# Cratere da Vinci (Luna)
da Vinci è un cratere lunare di 37,46 km situato nella parte nord-orientale della faccia visibile della Luna, a nord-ovest del Mare Fecunditatis. Tra i crateri vicini vi sono il cratere Watts, a sud-est e il cratere Lawrence a sudovest, entrambi più piccoli di da Vinci.
Il cratere da Vinci è stato fortemente eroso e danneggiato, al punto da essere, in alcuni punti, difficilmente identificabile. Alcune sezioni del basso margine orientale e un tratto del margine nordoccidentale sono ancora abbastanza ben conservati, anche se paiono più creste isolate che parti di un cratere. Vi sono interruzioni nel bordo a nord ed a sud. Il pianoro interno è molto irregolare con larghe porzioni coperte di lava. 
Il terreno all'esterno dei margini settentrionali ed occidentali è irregolare e accidentato, con numerose alture. Una bassa cresta corre dal bordo sudorientale verso il cratere Watts.
Il cratere è dedicato a Leonardo da Vinci, polimorfico cultore delle più disparate discipline ed uno dei talenti più brillanti del Rinascimento italiano.

## Crateri correlati
Alcuni crateri minori situati in prossimità di da Vinci sono convenzionalmente identificati, sulle mappe lunari, attraverso una lettera associata al nome.
| da Vinci | Coordinate           | Diametro (in km) |
| -------- | -------------------- | ---------------- |
| A        | 9°39′36″N 44°12′00″E | 15,93            |